# Glomerulonefrosis
Las glomerulonefrosis son enfermedades renales caracterizadas por lesiones fundamentalmente degenerativas de los capilares de los glomérulos, es decir de las estructuras renales destinadas a la filtración del plasma sanguíneo, haciéndose anormalmente permeables a las proteínas plasmáticas.
Puede contrastarse de la glomerulonefritis, que implica inflamación.
Puede ser causado por la dietilnitrosamina.